# Koronás kardinális
A koronás kardinális vagy szürke kardinálispinty (Paroaria coronata) a madarak osztályának verébalakúak (Passeriformes) rendjébe és a tangarafélék (Thraupidae) családjába tartozó faj.

## Rendszerezése
A fajt John Frederick Miller angol ornitológus írta le 1776-ban, a Loxia nembe Loxia coronata néven.

## Előfordulása
Dél-Amerikában, Argentína, Bolívia, Brazília, Paraguay és Uruguay területén honos. Betelepítették az Amerikai Egyesült Államokba (csak Hawaii államba, a kontinentális államokba nem). 
Természetes élőhelyei a szubtrópusi és trópusi cserjések, valamint másodlagos erdők.

## Megjelenése
Testhossza 19 centiméter. A tojó feje és torka halványabb színű - mint amilyen a hímnek van.
|  |  |

## Életmódja
Magvakkal, bogyókkal valamint rovarokkal táplálkozik. Fészekalja 3-4 tojásból áll, melyeken 12-15 napig kotlanak, a fiókák 14 naposan röpülnek ki.

## Tartása
Etessük őket napraforgómaggal, kendermaggal, fénymaggal, kölessel, zabbal, zöldséggel, gyümölccsel, csíráztatott magvakkal, "lágyeleséggel" és lisztkukaccal.

## Természetvédelmi helyzete
Az elterjedési területe rendkívül nagy, egyedszáma pedig stabil. A Természetvédelmi Világszövetség Vörös listáján nem fenyegetett fajként szerepel.